# 沈充
沈充（？—324年），字士居，吳興武康（今浙江德清縣武康鎮）人。東晉初年人物，曾參與王敦之亂，起兵響應王敦叛軍。沈充敗於朝廷軍隊後逃返吳興，被部將吳儒所殺。

## 生平
沈充年輕時就已經喜歡讀兵書，故此在同鄉中甚有名望，以其為英雄豪傑。王敦亦因而任用沈充當自己的參軍、龍驤將軍。沈充又向王敦推薦了同郡同鄉錢鳳為王敦鎧曹參軍，二人知王敦有不臣之心，因而互相勾結。
永昌元年（322年），王敦上表討伐劉隗，沈充於吳興招募響應，任大都督，督護東吳諸軍事。沈充起兵後，吳興太守孔愉棄郡逃往京師建康（今江蘇南京），而沈充就眾進攻吳郡，並於同年攻下吳郡，殺吳國內史張茂。同時王敦亦率兵攻陷建康，並以丞相、錄尚書事掌握朝權，於是就以沈充及錢鳳為謀主，諸葛瑤、周撫等人為爪牙。沈充等人於是大肆建築府第，侵奪他人田地湖泊，發掘古墓以及掠奪市場物資。王敦又任命沈充為車騎將軍、領吳國內史。
次年（323年），王敦圖謀篡位，要晉明帝徵召自己入朝，乘機率軍進攻建康。不過，王敦於太寧二年（324年）病重，以兄王含为元帅代領其軍繼續攻向建康，其時王敦交代後事時以解散部眾，向朝廷歸降為上計；繼續進攻以圖取勝為下計。然而合錢鳳認為王敦的下計才是上上計策，並和沈充約定王敦死後就興兵作亂。
晉明帝當時亦作準備要抵抗王敦叛軍，因而特別派了沈充同鄉沈禎勸沈充投歸朝廷，並答應會讓他任司空一職，但沈充始終不肯答應。不久沈充又起兵響應王含等軍，並率萬多人進攻建康。沈充與王含軍會合後，其司馬顧颺獻出上中下三策，上策為以玄武湖水淹浸建康，並借水勢用水軍直接進攻；中策為聯結王含軍的力量一同進攻；下策則為誘殺錢鳳，向朝廷投降。但三項計劃都沒獲沈充接納。其時兗州刺史劉遐及臨淮太守蘇峻率一萬精兵入衞建康，沈充及錢鳳意圖乘他們疲憊而進攻，於是在夜裏渡過秦淮河，攻至建康城南的宣陽門。但就在此時，劉遐及蘇峻卻向沈充等進攻，沈充軍大敗。後沈充又在青溪再敗劉遐。此戰敗後，王含就燒營撤走，沈充逃歸吳興，而蘇峻就受命追擊沈充。朝廷當時以三千戶食邑的侯爵懸賞沈充，沈充在逃亡中迷路，誤闖舊將吳儒的家，吳儒把沈充誘騙到屋內夾牆，笑說：「可以封三千戶侯了！」沈充則說：「封侯沒甚麼好貪的。你如果有義氣，留下我的命，我家一定好好報答你。你若殺我，我家一定讓你家族滅。」吳儒最終將沈充殺害，傳首京師。王含、錢鳳等亦先後被殺。
沈充之子沈勁原本要被誅殺，但因為同鄉錢舉讓他躲起來而得免死。後來沈勁果然殺了吳儒一家。
沈充是江南士族，曾經鑄造一種小錢，叫作「沈郎錢」，又叫「沈充五銖」。

## 家族

### 子
- 沈勁，沈充子，東晉將領，官至冠軍長史，為東晉守衞洛陽，以寡敵眾下被前燕軍所俘，被殺。

### 孫
- 沈赤黔，沈勁子，晉大長秋[5]

### 曾孫
- 沈叔任，官至建威將軍、益州刺史。

### 玄孫
- 沈融之，沈叔任子，早卒
- 沈演之，沈叔任子，官至吏部尚書、太子右衞率。

### 第六代
- 沈睦，沈演之子，黃門郎，通直散騎常侍。後因罪而被流放始興郡。
- 沈勃，沈睦弟，曾多次因罪免官，官至司徒左長史，為宋後廢帝所誅。
- 沈統，沈勃弟，著作佐郎。